# Lichtingerstraße 3/5 (München)

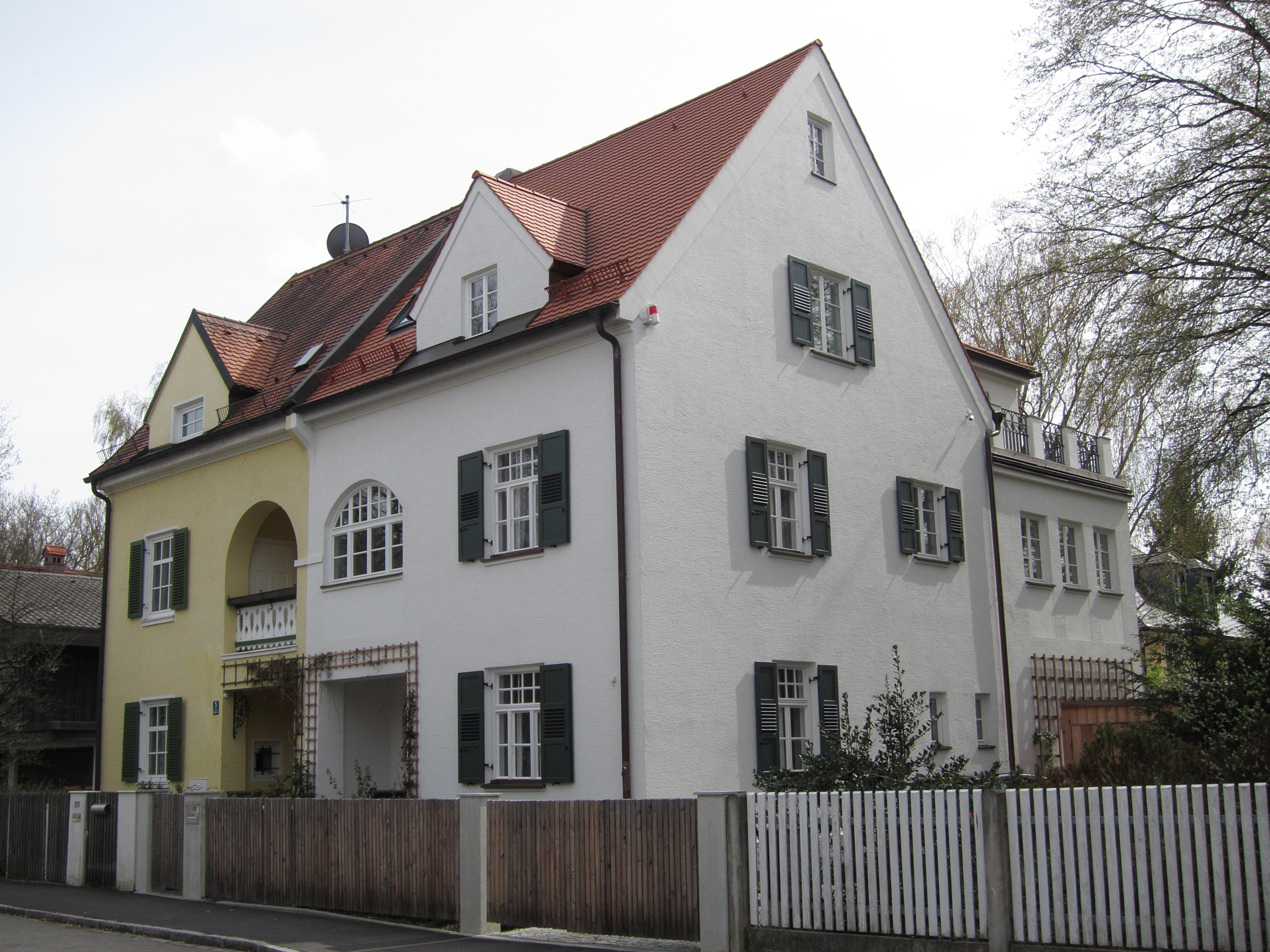
Haus Lichtingerstraße 3/5 im Stadtteil Pasing von München

Das Gebäude Lichtingerstraße 3/5 im Stadtteil Pasing der bayerischen Landeshauptstadt München wurde 1901/02 errichtet. Die Doppelvilla, die vom Architekten und Bauherrn Andreas Kollmannsberger erbaut wurde, ist ein geschütztes Baudenkmal.
Der Bau in schlichtem Jugendstil, der zur Waldkolonie Pasing gehört, besitzt einen straßenseitigen Traufseitblock, dem ein Quertrakt nach hinten angehängt ist.